# 門司港站

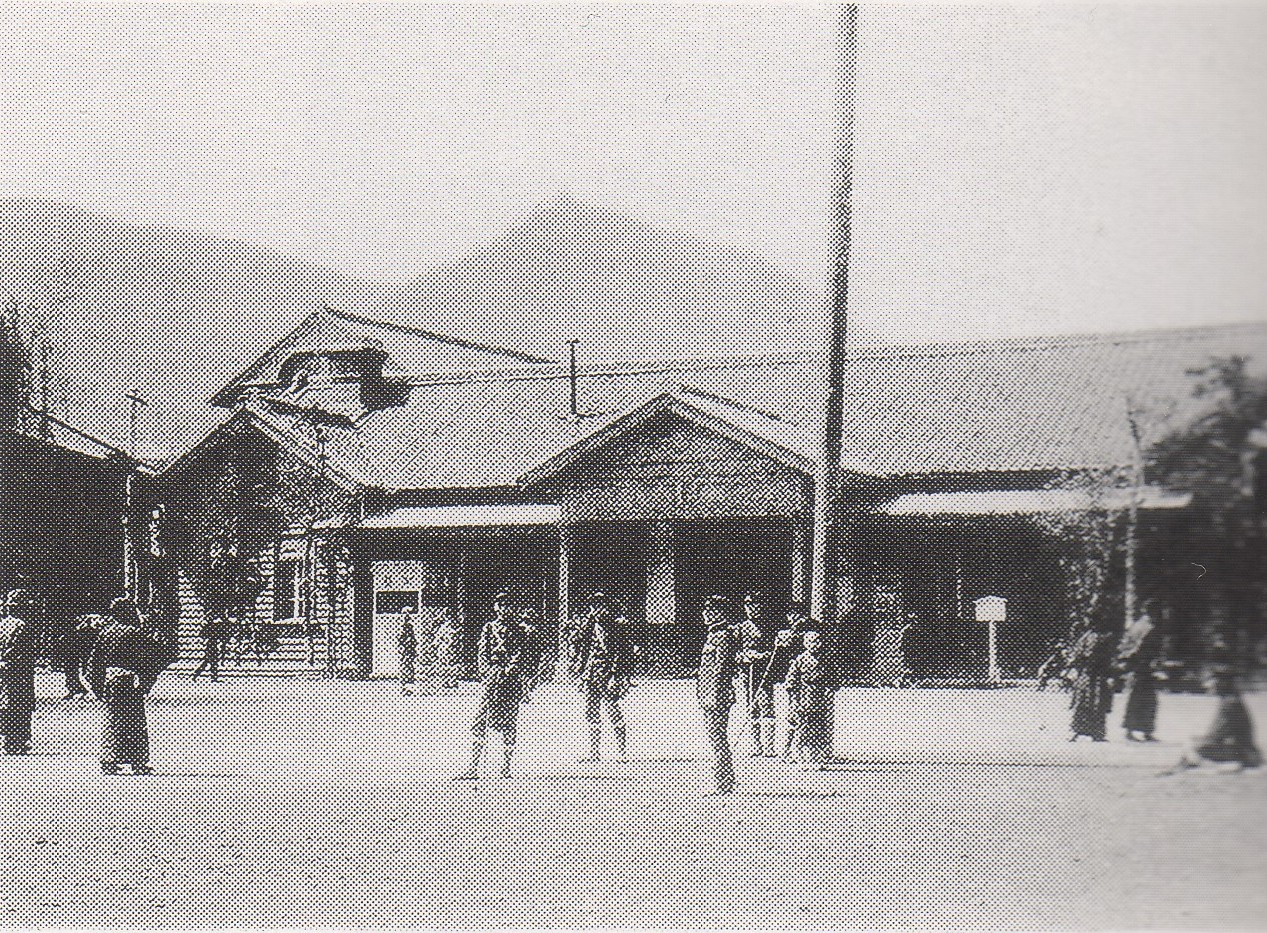
第一代门司站（1891年）

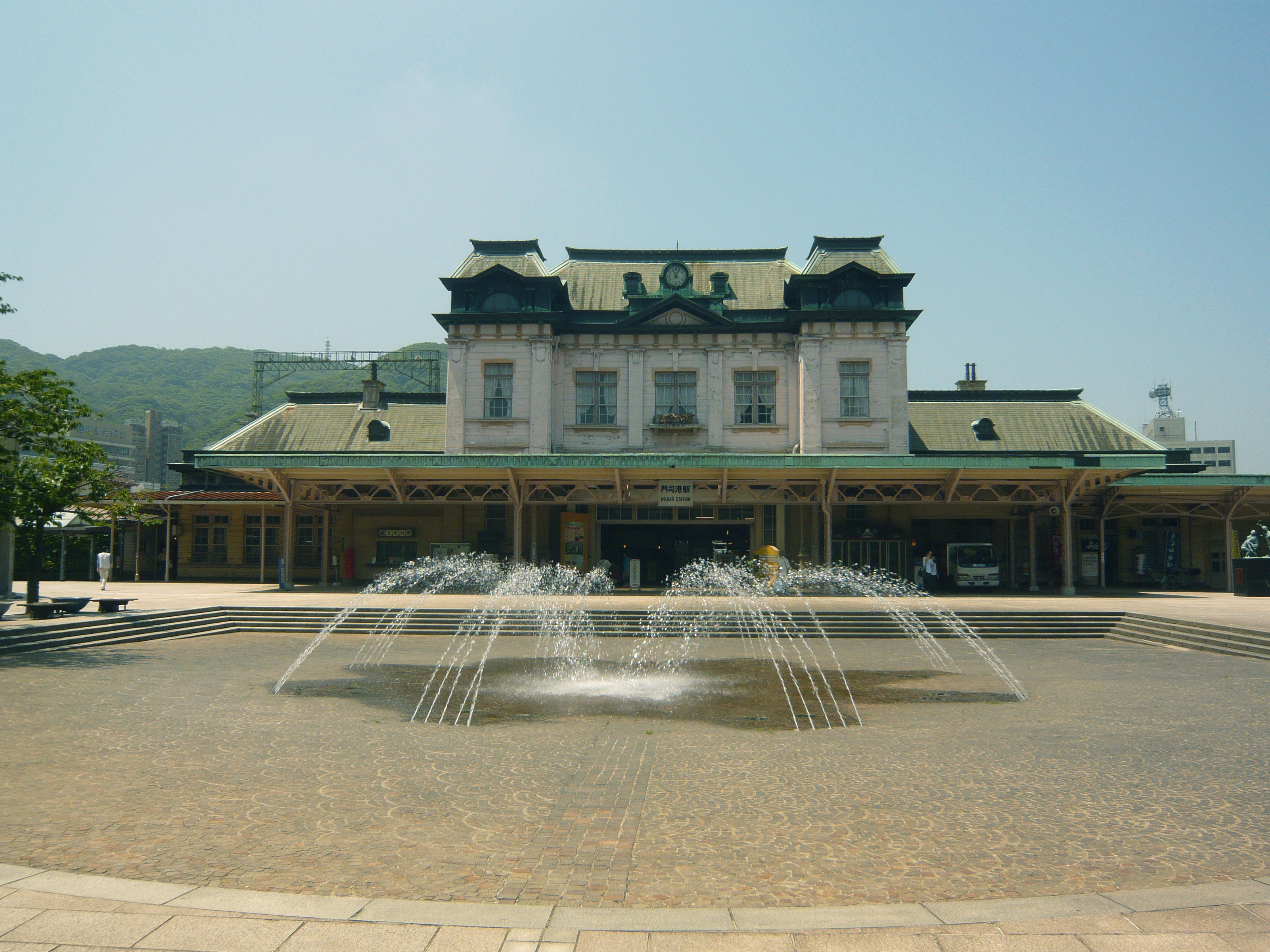
第二代門司港站（2008年6月13日攝影）

門司港站（日语：〔〕／〔〕 Mojikō eki */?），位於北九州市門司區西海岸一丁目，屬九州旅客鐵道（JR九州）鹿兒島本線的鐵路車站，1964年以前曾有火车渡轮（關門連絡船）来往本站与对岸的下關站。站舍被指定为日本重要文化财。

## 車站構造

### 站房
原站房為三層木製建築，不過因應強化站房結構以抵禦地震，2018-19年期間進行了加固工程。一般乘客只會使用地下部份、二樓及三樓部份為博物館、展覧館及高級餐廳，須另行購票入場，而相關的出入口亦與車站出入口分開。
車站入口位於站房中央位置，稱為北口；另外左、右兩側另設有一個較小的出入口，分別稱為東口（往九州鐵道紀念館方向）及西口（往關門海峽博物館方向）。進站後，左側的房間為設有綠窗口的售票窗口，以及通往可供男、女及傷殘人士使用的獨立洗手間。前方的舊售票窗口現時裝設了兩部自助售票機，右側為偌大的候車室（原三等車廂候車室），除了供休息用的木長櫈外，更設有介紹站房及九州鐵路歷史的影片播放。及後再通過前方的一棟門口後，便到達驗票閘機和驗票口。此區域其實已經離開了原站房的範圍，但一路至月台部份皆設設有上蓋，將月台及站房一體化。驗票窗口左側設有全家便利店，右側為公共空間，亦可返回候車室。通過閘口後，便可前往或右轉至相關的候車月台。

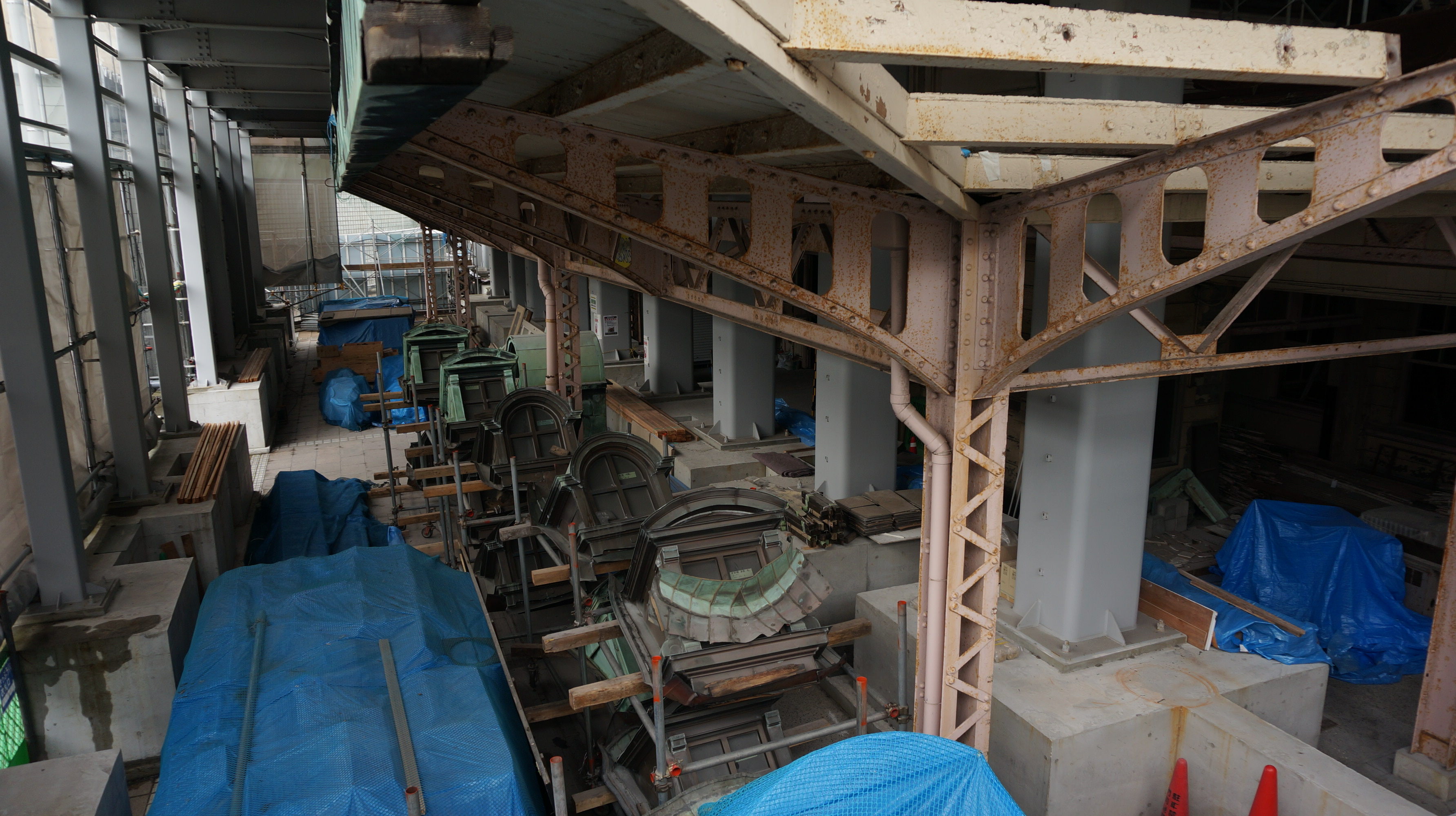
2014年8月修复进行中
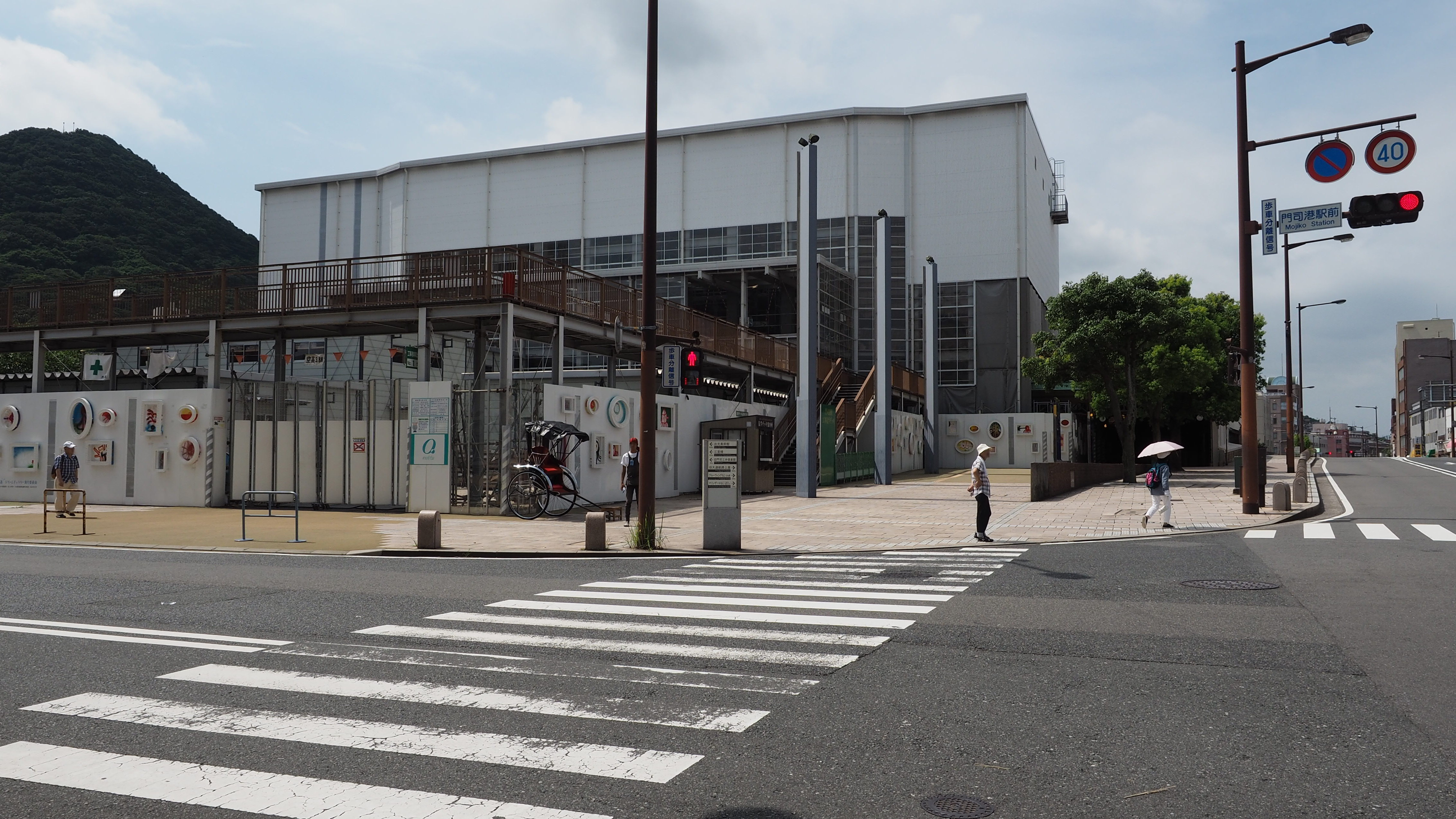
2017年8月修复中的门司港站

### 月台配置
設有兩個島式月台，絕大部份皆為鹿兒島本線內行駛的列車，少部份亦會伸延至長崎本線、日豐本線或筑豐本線區域內。晨早另設有四班特急列車，開往博多、長崎本線的肥前鹿島、以及佐世保線的武雄温泉。但前往本州方向的乘客，則必須在門司站進行接續。其中，4、5號月台的月台長度超過300米，而1、2號月台長度也有240米，可以容夠容納12輛編成的列車。
而兩個月台中間設有3號線，不設月台，只用作停泊之用。在前端的行人通道上，設置了鹿兒島本線「0哩」紀念牌及銅鐘一個，原來的「0哩」標記是位於現時九州鐵道博物館內，後來在本處重新設置。
而位於月台兩側，各自均有多條停泊線供列車留夜及停泊。
| 月台       | 路線       | 目的地                            |
| ---------- | ---------- | --------------------------------- |
| 1、2、4、5 | 鹿兒島本線 | 小倉、博多方向／日豐本線 中津方向 |

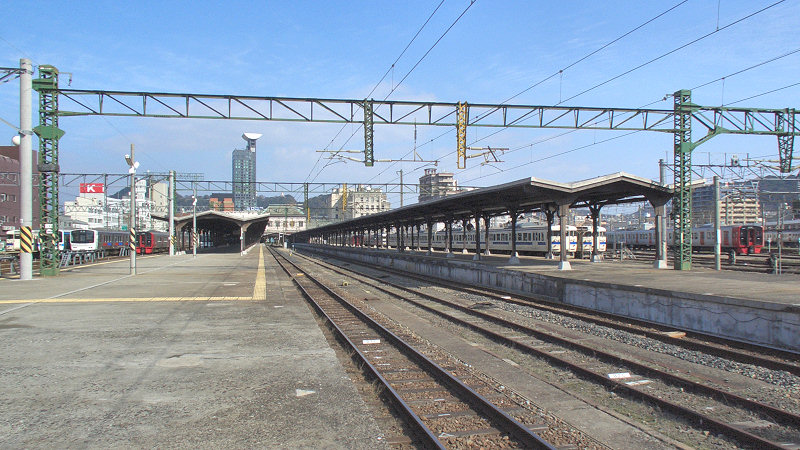
月台全景
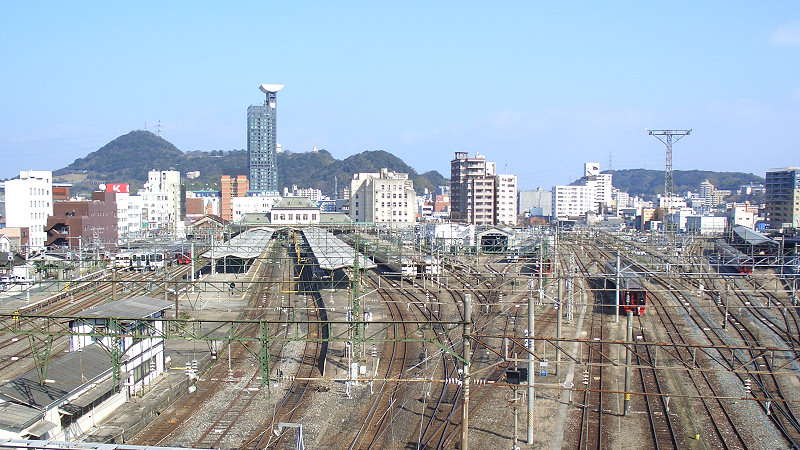
远景
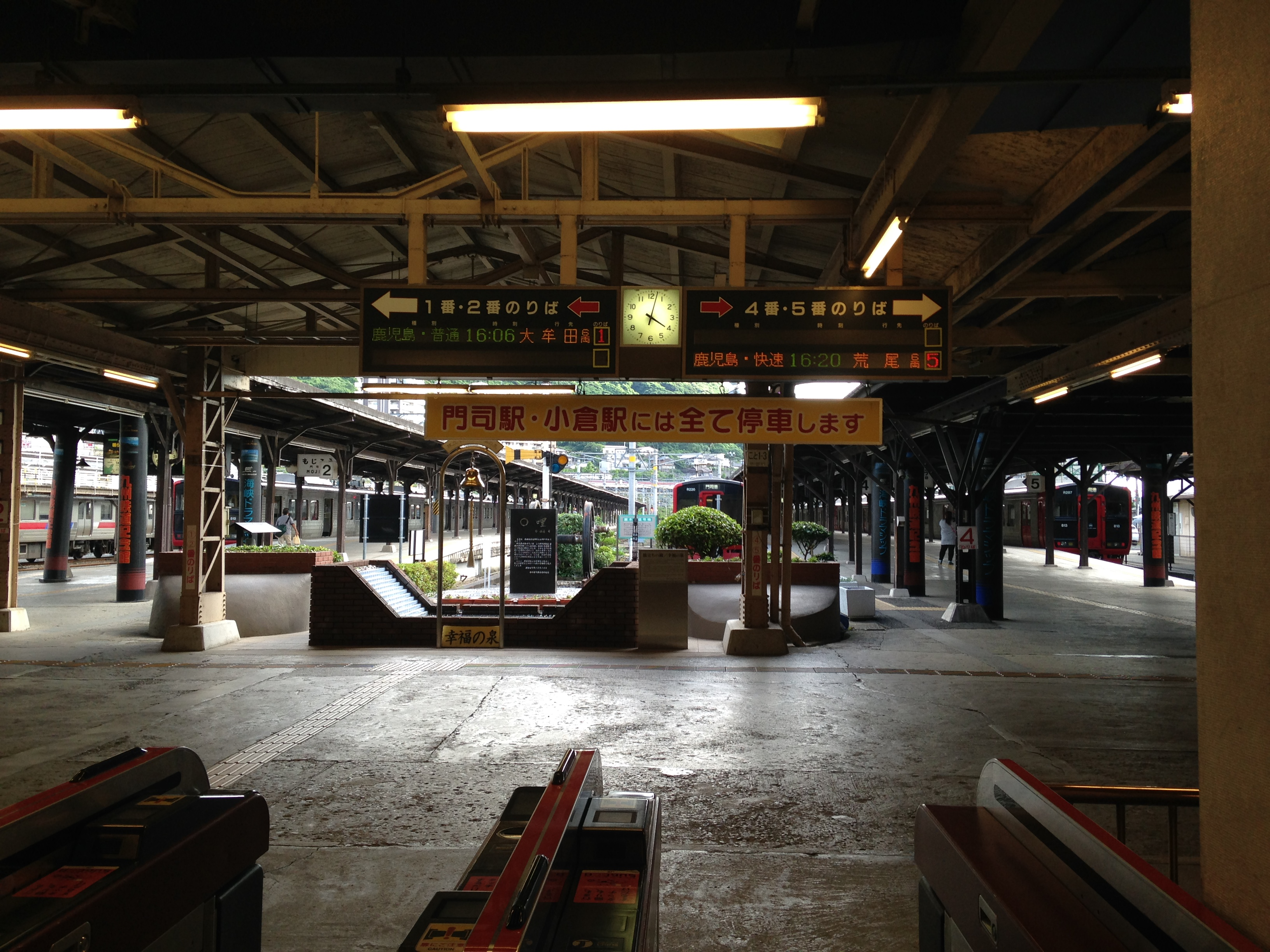
从检票口拍摄的月台

## 历史
- 1891年4月1日：九州鐵道的門司站啟用。
- 1901年5月27日：山陽汽船的關門連絡船（日语：関門連絡船）就航。國有化。
- 1907年7月1日 ：九州鐵道國有化。
- 1914年1月15日：向東邊200m移動。第二代站舍完成。
- 1942年4月1日： 关门隧道开业，改稱門司港站。
- 1945年3月5日：遭到美军轰炸，车站内3名死亡。
- 1964年11月1日：國鐵關門連絡船廢止。
- 1987年4月1日： 隨著國鐵分割民營化，成為JR九州的站。
- 1988年1月18日：站房列為重要文化財產。
- 2005年10月1日：到外滨的货物支线废除[2]。
- 2009年：

- 2月6日：认定为近代化产业遗产 续33（09.鉄道と港 - 関門航路関連遺産）
- 3月1日：开始支持IC卡SUGOCA

- 2012年9月29日：为保证站舍保存修理工事对临时站台进行了移动[3]。
- 2018年11月10日：1楼的部分设施（检票机，站厅，绿色窗口）等提前完工启用[4]。
- 2019年3月10日：舉行开幕儀式，1楼的旧3等待合室等和2楼、站前广场开放[4][5][6][7]。
- 2022年3月12日：縮短綠窗口營業時間[8]。
- 2024年6月14日：北九州市議會通過決議，保留已發現的原門司站遺址的記錄，並批准在遺址上建造門司港地區綜合公共設施的預算[9]。

### 背景
1891年4月1日，门司站作为九州铁道的起点站开通，第一代站舍位于现在站舍所在地点的东侧，即现北九州银行门司支店附近。1901年5月27日關門連絡船就航，和本州铁路相互连接後有非常多旅客和货物经由此站。不久之后，1911年10月起下关-小森江间启用货车，货车直接通过联络船进行本州和九州间运行，本站改为旅客客运站。
1914年第二代站舍完成。後关门隧道启用，站名更改为现名门司港站。并一直沿用至2012年。
第二次世界大战期间，1945年3月5日遭到美军轰炸，车站内3人死亡。21世纪进行站舍复原工事时在站舍发现残存的弹药痕迹。2012年，为恢复开业之初模样对车站进行了大规模施工，并进行了耐震加固，2019年完工。

## 利用狀況
以下是本站每年日均使用量的統計：
| 乘車人次變化 | 乘車人次變化 | 乘車人次變化 |
| 年度         | 1日平均人次  | 出處         |
| ------------ | ------------ | ------------ |
| 2000         | 5,903        | [ 統計 1 ]   |
| 2001         | 5,778        | [ 統計 1 ]   |
| 2002         | 5,520        | [ 統計 1 ]   |
| 2003         | 5,565        | [ 統計 1 ]   |
| 2004         | 5,428        | [ 統計 1 ]   |
| 2005         | 5,191        | [ 統計 1 ]   |
| 2006         | 4,952        | [ 統計 1 ]   |
| 2007         | 4,969        | [ 統計 1 ]   |
| 2008         | 5,058        | [ 統計 1 ]   |
| 2009         | 5,077        | [ 統計 1 ]   |
| 2010         | 5,111        | [ 統計 1 ]   |
| 2011         | 5,320        | [ 統計 1 ]   |
| 2012         | 5,154        | [ 統計 1 ]   |
| 2013         | 5,145        | [ 統計 1 ]   |
| 2014         | 4,937        | [ 統計 1 ]   |
| 2015         | 5,090        | [ 統計 1 ]   |
| 2016         | 5,164        | [ 統計 2 ]   |
| 2017         | 5,165        | [ 統計 3 ]   |
| 2018         | 5,289        | [ 統計 4 ]   |
| 2019         | 5,173        | [ 統計 5 ]   |
| 2020         | 3,486        | [ 統計 6 ]   |
| 2021         | 3,746        | [ 統計 7 ]   |
| 2022         | 4,389        | [ 統計 8 ]   |
| 2023         | 4,776        | [ 統計 9 ]   |

## 相鄰車站
九州旅客鐵道
 鹿兒島本線
- 特急「火花」、「接力海鷗」9, 66號、「喜鵲」101號

門司港（JA31）－門司（JA29）
■快速、■區間快速、■普通
門司港（JA31）－小森江（JA30）

### 曾經存在的路線
日本貨物鐵道
鹿兒島本線
門司港－外濱
此路線轉為門司港懷舊觀光線使用。

### 統計數據
1. ↑  長期時系列統計 （页面存档备份，存于） - 北九州市
2. ↑   (PDF). 九州旅客鉄道.   [2024-03-01]. （原始内容 (PDF)存档于2017-08-01） （日语）.
3. ↑   (PDF). 九州旅客鉄道.   [2024-03-01]. （原始内容 (PDF)存档于2019-07-06） （日语）.
4. ↑   (PDF). 九州旅客鉄道.   [2020-05-23]. （原始内容存档 (PDF)于2020-03-15） （日语）.
5. ↑  駅別乗車人員上位300駅（2019年度） （页面存档备份，存于），JR九州。
6. ↑  駅別乗車人員上位300駅（2020年度） （页面存档备份，存于），JR九州。
7. ↑  駅別乗車人員上位300駅（2021年度） （页面存档备份，存于），JR九州。
8. ↑  駅別乗車人員上位300駅（2022年度） （页面存档备份，存于），JR九州。
9. ↑   (PDF).   [2025-04-24]. （原始内容存档 (PDF)于2024-09-19）.

## 外部連結
- JR九州門司港站網頁 （页面存档备份，存于）（日語）